# Esperidião Amin
Esperidião Amin Helou Filho (Florianópolis, 21 de dezembro de 1947) é um administrador empresarial, advogado, professor universitário e político brasileiro, filiado ao Progressistas (PP).

## Biografia
Natural de Florianópolis, Esperidião Amin nasceu em 21 de dezembro de 1947, filho de Esperidião Amin Helou e de Elza Marini Amin Helou. Seu pai, que era libanês, veio para o Brasil como vendedor de tecidos e chegou a ser vereador em Florianópolis entre os anos de 1959 e 1963, pela  União Democrática Nacional (UDN).
Cursou os primeiros anos da educação básica na Escola Professora Leonor de Barros e no Colégio Catarinense de Florianópolis. Aos dezesseis anos de idade, mudou-se para a cidade de São Paulo onde concluiu o ensino médio no Colégio Rio Branco. Em 1964, Esperidião Amin retornou à Florianópolis onde ingressou no curso de Administração pela Escola Superior de Administração e Gerência (ESAG) da UDESC e também no curso de Direito pela Universidade Federal de Santa Catarina (UFSC).
Durante a juventude na Faculdade de Direito de Santa Catarina, militou e ajudou a fundar em 1964 o Partido Universitário Catarinense (PUC), que congregava os estudantes de orientação ideológica mais conservadora. Por duas vezes, em 1967 e em 1968, disputou a presidência do Centro Acadêmico XI de Fevereiro, tendo sido derrotado em ambas as ocasiões pelos candidatos da aliança entre o Movimento Terceira Força (MTF) com o Partido da Renovação Acadêmica (PRA).
Esperidião Amin é casado com a deputada federal Ângela Amin, com quem tem três filhos e, é torcedor assumido, desde criança, do Avaí Futebol Clube.

## Trajetória e atuação política
A vida pública de Amin iniciou-se em 1969, durante a ditadura militar no Brasil, quando foi nomeado diretor de administração da Secretaria de Educação e Cultura do estado de Santa Catarina durante o governo de Ivo Silveira (1966-1971). Amin fazia parte da ARENA, o partido oficial do governo militar, posteriormente renomeado como PDS e, desde 2003, intitulado PP.
Já durante o governo Colombo Machado Salles (1971-1975), passou a chefe de gabinete da secretaria, ocupando provisoriamente o cargo de secretário entre março e setembro de 1972. Após deixar a Secretaria de Educação, prestou assessoria à Companhia Catarinense de Telecomunicações, mais tarde Telecomunicações de Santa Catarina (Telesc), até o ano de 1975.
Em 1975, ainda no início de sua carreira, Esperidião Amin teve apoio de duas das mais importantes oligarquias políticas catarinenses, as famílias Konder e Bornhausen, sendo que, foi através do governador Antônio Carlos Konder Reis, que chegou, ainda no mesmo ano, à prefeitura de Florianópolis, , sem eleições. Em março de 1978, desincompatibilizou-se do cargo de prefeito para disputar uma vaga na câmara dos deputados pela ARENA, conseguindo eleger-se como o deputado mais votado na história de Santa Catarina, com a soma de 72.380 votos. Em 1982, porém, atendeu ao pedido do então governador Jorge Bornhausen para assumir a Secretaria de Transportes e Obras. Sua gestão na secretaria, destacou-se pela criação do Departamento de Transportes e Terminais e das Centrais de Informação de Fretes, pela elaboração do Plano Diretor do Porto de São Francisco do Sul, pela pavimentação asfáltica de mais de mil quilômetros de rodovias estaduais e pela construção da Rodoviária Rita Maria em Florianópolis. Além disso, em 1980, filiou-se ao Partido Democrático Social (PDS) que apoiava o governo.
Em 1982, Esperidião Amin candidatou-se ao governo do estado de Santa Catarina e venceu o pleito com apenas 12.650 votos de diferença para o segundo colocado, Jaison Barreto do antigo PMDB, tornando-se, aos 35 anos, o mais jovem governador brasileiro. Enquanto governador, destacou-se por implantar a de esgoto sanitário de Joinville, pela construção de hospitais regionais na Grande Florianópolis e em Chapecó e por ampliar o sistema de canalização das águas pluviais da capital. Em 1987, foi sucedido por Pedro Ivo Campos (PMDB).
Em 1988, Amin foi eleito prefeito de Florianópolis pelo PDS, obtendo 65% dos votos válidos. Logo no início do seu mandato, em abril de 1989, licenciou-se da prefeitura para disputar com Paulo Maluf a vaga de candidato do PDS às eleições presidenciais. Na convenção nacional do partido realizada em 14 de maio, porém, foi derrotado por Maluf. Por esse motivo, em agosto de 1989, aderiu à candidatura de Fernando Collor de Melo do Partido da Reconstrução Nacional (PRN).
Em 1990, Esperidião Amin foi eleito para ocupar uma vaga no Senado, ao mesmo tempo em que sua mulher, Ângela Amin, foi a deputada federal mais votada de Santa Catarina. Enquanto senador, integrou as comissões de Assuntos Econômicos e de Constituição, Justiça e Cidadania, onde encaminhou o projeto de modernização dos portos (1992) e apresentou o projeto de alteração da Lei de Herança (1996). Além disso, em 1993, Amin assumiu a presidência do Partido Progressista Reformador (PPR), resultado da fusão do PDS com o Partido Democrata Cristão (PDC).
Em 1994, Esperidião Amin foi o 6º colocado na campanha à presidência da República pelo Partido Progressista Renovador (PPR), obtendo 1.739.458 votos (2,75% dos válidos), atrás do vitorioso Fernando Henrique Cardoso (PSDB), eleito já no 1° turno com 34.350.217 votos (54,28% dos válidos); de Luiz Inácio Lula da Silva (PT), o 2° colocado com 17.112.255 votos (27,04% dos válidos); de Enéas Carneiro (PRONA), o 3° colocado com 4.670.894 votos (7,38% dos válidos); de Orestes Quércia (PMDB), o 4° colocado com 2.771.788 votos (4,38% dos válidos), e de Leonel Brizola (PDT), o 5° colocado com 2.015.284 votos (3,18% dos válidos).
Em 1998, Amin foi novamente eleito governador de Santa Catarina no primeiro turno com a soma de 1.429.982 votos (58% dos votos válidos). Em 2002, tentou a reeleição ao governo do estado mas foi derrotado por Luiz Henrique da Silveira no segundo turno, por menos de 21 mil votos. Em 2006 concorreu novamente ao governo de Santa Catarina, perdendo pela segunda vez consecutiva o segundo turno para Luiz Henrique da Silveira, obtendo 1.073.053 votos no primeiro turno, e 1.511.916 no segundo turno (47,29% dos votos válidos).
Em 2008, Esperidião Amin foi candidato a prefeito de Florianópolis mas ficou na segunda posição, com 42,30% dos votos, em oposição à Dário Berger que obteve 57,70% dos votos no segundo turno. Mesmo o apoio de ex-adversários como, por exemplo, Angela Albino do Partido Comunista do Brasil (PCdoB), não foi suficiente para evitar a vitória do rival do PMDB.
No dia 3 de outubro de 2010, Esperidião foi eleito deputado federal pelo PP sendo o segundo mais votado do pleito e, em 2014, foi reeleito para a 55.ª legislatura (2015-2019) como o deputado federal mais votado.
Em 2016, votou a favor do Processo de impeachment de Dilma Rousseff. Já durante o Governo Michel Temer, votou a favor da PEC do Teto dos Gastos Públicos e, em abril do mesmo ano foi contrário à Reforma Trabalhista. Já em agosto, votou a favor do processo em que se pedia abertura de investigação do então presidente Michel Temer.
Em 28 de novembro de 2016, como deputado federal pelo PP, apresentou uma emenda ao projeto de lei que originalmente combateria a corrupção, com vistas que, se aprovado, todos os políticos com mandado seriam imediatamente perdoados (tornar-se-iam inimputáveis) por qualquer crime cometido há mais de 180 dias. Tão logo apresentada, a chamada "emenda Amin" foi considerada por um procurador do Ministério Público Federal como "até mais grave que a anistia ao caixa dois. É a anistia na prática para todo e qualquer crime das pessoas com foro especial”. Segundo o também deputado federal Carlos Sampaio (PSDB/SP), a proposta de Amin, caso aprovada, constituiria "o fim da Operação Lava Jato".
Em 2018, Esperidião Amin foi eleito senador pela segunda vez pelo estado de Santa Catarina e, um dia após assumir o cargo, foi o segundo mais votado para a Presidência do Senado, obtendo 13 votos contra o candidato eleito, Davi Alcolumbre, que obteve 42 votos.
Em junho de 2019, votou contra o Decreto das Armas do governo, que flexibilizava porte e posse para o cidadão.

### Desempenho em eleições
| Ano  | Cargo Disputado  | Partido | Votos     | Porcentagem | #  | Resultado  | Observações                   |
| ---- | ---------------- | ------- | --------- | ----------- | -- | ---------- | ----------------------------- |
| 1978 | Deputado Federal | ARENA   | 72.380    | 5,06%       | 1° | Eleito     | Deputado Federal mais votado  |
| 1982 | Governador       | PDS     | 838.150   | 49,97%      | 1° | Eleito     | Eleito em 1° Turno            |
| 1988 | Prefeito         | PDS     | 64.949    | 57,63%      | 1° | Eleito     | Eleito em 1° Turno            |
| 1990 | Senador          | PDS     | 981.963   | 61,73%      | 1° | Eleito     | Maior porcentagem da história |
| 1994 | Presidente       | PPR     | 1.739.894 | 2,75%       | 6° | Não Eleito | 1° catarinense na disputa     |
| 1998 | Governador       | PPB     | 1.429.982 | 58,92%      | 1° | Eleito     | Eleito em 1° Turno            |
| 2002 | Governador       | PPB     | 1.491.723 | 49,66%      | 2° | Não Eleito | Votação do 2° Turno           |
| 2006 | Governador       | PP      | 1.511.916 | 47,29%      | 2° | Não Eleito | Votação do 2° Turno           |
| 2008 | Prefeito         | PP      | 95.369    | 42,32%      | 2° | Não Eleito | Votação do 2° Turno           |
| 2010 | Deputado Federal | PP      | 166.524   | 4,80%       | 2° | Eleito     | Segundo mais votado           |
| 2014 | Deputado Federal | PP      | 229.668   | 4,99%       | 1° | Eleito     | Maior votação da história     |
| 2018 | Senador          | PP      | 1.226.046 | 18,77%      | 1° | Eleito     | Senador mais votado           |
| 2022 | Governador       | PP      | 398.092   | 9,75%       | 5° | Não Eleito |                               |